# Еберхард I (Цюрихгау)
Еберхард I (на немски: Eberhard I; † сл. 27 юни 889), доказан 889 г., е от 886 – 894 г. фогт на Цюрихгау, ок. 900 г. граф в Цюрихгау.

## Фамилия
Еберхард I се жени за Гизела († сл. 911) от род Унруохинги, племеница на император Беренгар I. Те имат една дъщеря:
- Регилинда (* ок. 885/888; † 958), херцогиня на Херцогство Швабия, омъжена I. ок. 904 г. за херцог Бурхард II от Швабия († 926), II. 926 г. за херцог Херман I от Швабия († 949) от династията на Конрадините.